# فالدياندي
بلدية فالدياندي (بالإسبانية: Valdeande)‏, هي إحدى بلديات مقاطعة برغش, التي تقع في منطقة قشتالة وليون, والتي تقع في شمال غرب إسبانيا.
يبلغ عدد سكانها 140 نسمة وفقاً لإحصائية سنة (2002).